# Ramas caudales

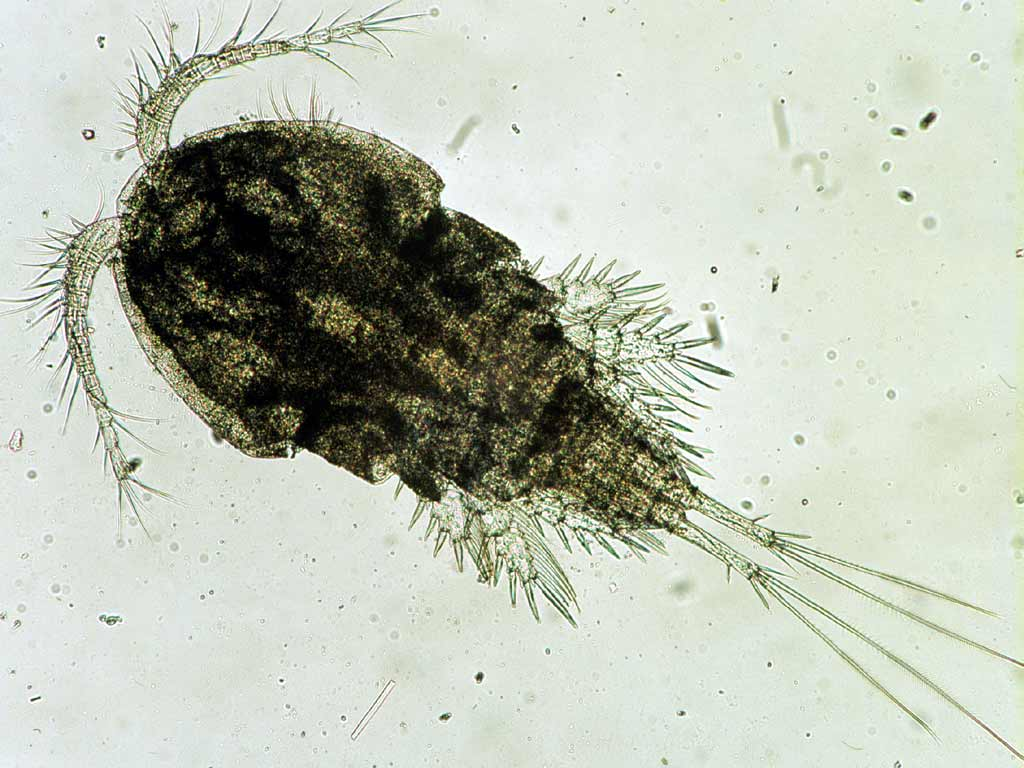
Cyclops (Copepoda), mostrando las ramas caudales (inferior derecha)

Las ramas caudales  es un rasgo característico de los crustáceos primitivos. Localizadas en el somito anal (un segmento del  telson), las ramas caudales son un par de protuberancias similares a apéndices o espinas. Las estructuras específicas que son como varillas o cuchillas se les conocen como furcas caudales.